# Provisorischer Vollzugsausschuss
Der Provisorische Vollzugsausschuss war von 7. November bis 7. Dezember 1918 die Regierung des Fürstentums Liechtenstein unter Vorsitz von Martin Ritter. Sie wurde am 13. November 1918 von Fürst Johann II. anerkannt. 
Gegen das Ende des Ersten Weltkriegs schwappte die sich in Europa ausbreitende revolutionäre Stimmung auch nach Liechtenstein über. Im November 1918 bereiteten die Oppositionellen Wilhelm Beck, Martin Ritter und Fritz Walser, die einen Liechtensteiner als Regierungschef und Mitbestimmung des Landtags auf die Regierung wollten, den Sturz Imhofs vor (Novemberputsch). In der Landtagssitzung vom 7. November stellte Imhof die Vertrauensfrage und erklärte sich gleichzeitig bereit, seine Demission einzureichen. Der Landtag sprach ihm zwar einstimmig das Vertrauen aus, beschloss aber gegen die Stimmen der fürstlichen Abgeordneten die Führung der Amtsgeschäfte einem Provisorischen Vollzugsausschuss zu übertragen. Zu seinen Mitgliedern wurden Martin Ritter als Vorsitzender und als weitere Mitglieder Wilhelm Beck (VP) und am 12. November 1918 Franz Josef Marxer (FBP) gewählt. 
Der Fürst genehmigte am 13. November den Rücktritt Imhofs und nahm die Forderungen zur Umgestaltung der Verfassung zur Kenntnis. Er sollte aber bis zur Neubesetzung des Landesverweserpostens die Geschäfte mit dem Vollzugsausschuss weiterführen, was zum Konflikt mit dessen Vorsitzenden Ritter führte, da dieser das nicht akzeptieren wollte. Die Lage spitzte sich über die nächsten Wochen zu, da der radikale Schritt des Landtags im Volk auch fürstentreuen Widerstand hervorrief und die verfassungswidrig eingesetzte Regierung nicht gänzlich anerkannt wurde. Prinz Karl von Liechtenstein wurde zur Vermittlung ins Fürstentum entsandt und traf am 6. Dezember 1918 in Vaduz ein. Der Provisorische Vollzugsrat stellte im Zuge dessen am 7. Dezember seine Arbeit ein und auf Wunsch des Landtags wurde Karl von Liechtenstein am 13. Dezember provisorisch zum Landesverweser ernannt. 

## Kabinettsmitglieder
|              | Bild                                                               | Name               | Amtszeit                                 | Landschaft |  |
| Vorsitzender |                                                                    |                    |                                          |            |  |
|              | Vorsitzender Martin Ritter                                         | Martin Ritter      | 7./13. November 1918 – 7. Dezember 1918  | Unterland  |  |
| Mitglieder   |                                                                    |                    |                                          |            |  |
|              | Mitglied des Provisorischen Vollzugsausschusses Wilhelm Beck       | Wilhelm Beck       | 7./13. November 1918 – 7. Dezember 1918  | Oberland   |  |
|              | Mitglied des Provisorischen Vollzugsausschusses Franz Josef Marxer | Franz Josef Marxer | 12./13. November 1918 – 7. Dezember 1918 | Unterland  |  |